# نیکول بایر
نیکول بایر (انگلیسی: Nicole Byer؛ زادهٔ ۲۹ اوت ۱۹۸۶) بازیگر، کمدین، مجری و پادکست‌ساز اهل ایالات متحده آمریکا است. وی از سال ۲۰۰۹ میلادی تاکنون مشغول فعالیت بوده‌است.
دیگر مردم، مایک و دیو همراه عروسی می‌خواهند، موی بد، ویوو، فیلم برگری باب، ۳۰ راک، کمدی بنگ! بنگ!، جانوران، فمیلی گای، استار علیه نیروهای شیطان، زدی به هدف!، جای خوب، سیمپسون‌ها، بروکلین نه-نه، لگو مسترز، بابای آمریکایی!، آرچر، شکست‌ناپذیر، شمال بزرگ، مک و ریتا و تلما اشاره کرد.